# فرودگاه بین‌المللی لا آررا
فرودگاه بین‌المللی لا ررا  (به انگلیسی: La Aurora International Airport) (به زبان بومی: Aeropuerto Internacional La Aurora) یک فرودگاه نظامی و همگانی مسافربری با کد یاتا GUA است که یک باند فرود آسفالت دارد و طول باند آن ۲۹۸۷ متر است. این فرودگاه در شهر گواتمالاسیتی کشور گواتمالا قرار دارد و در ارتفاع ۱۵۰۹ متری از سطح دریا واقع شده است.